# Diachromus
Diachromus germanus es una  especie de coleóptero adéfago de la familia Carabidae y el único miembro del género monotípico Diachromus. Habita en Europa y el Cercano Oriente.